# Sejm von Grodno

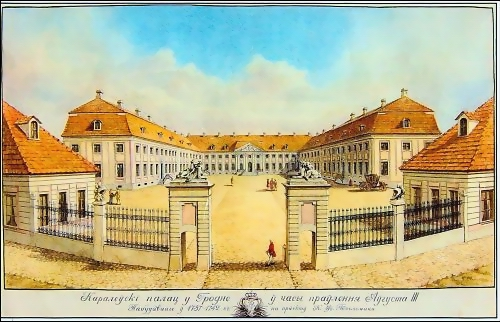
Das Neue Schloss von Grodno, der Ort des Sejms

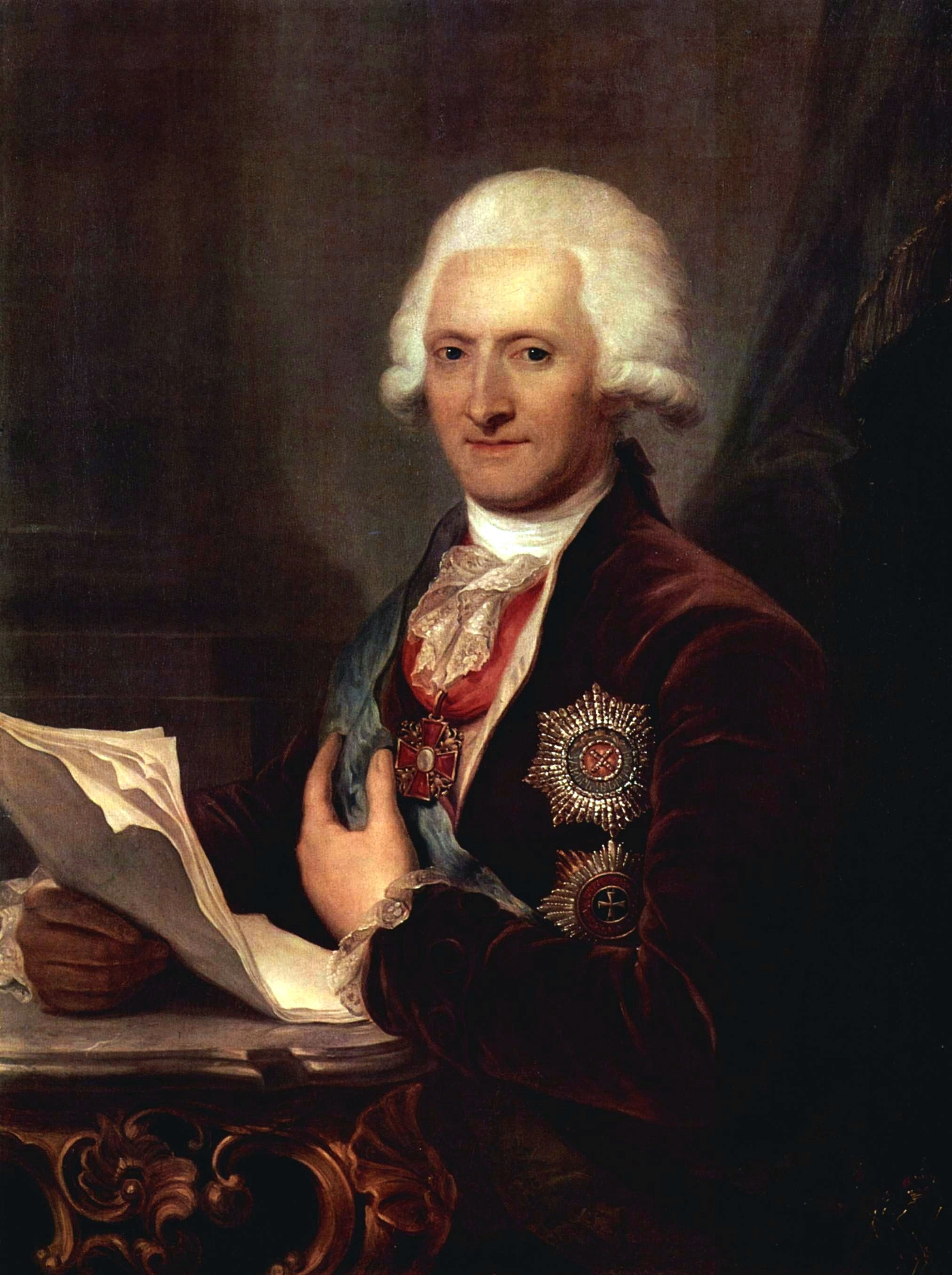
Russischer Botschafter in Polen Jacob Sievers

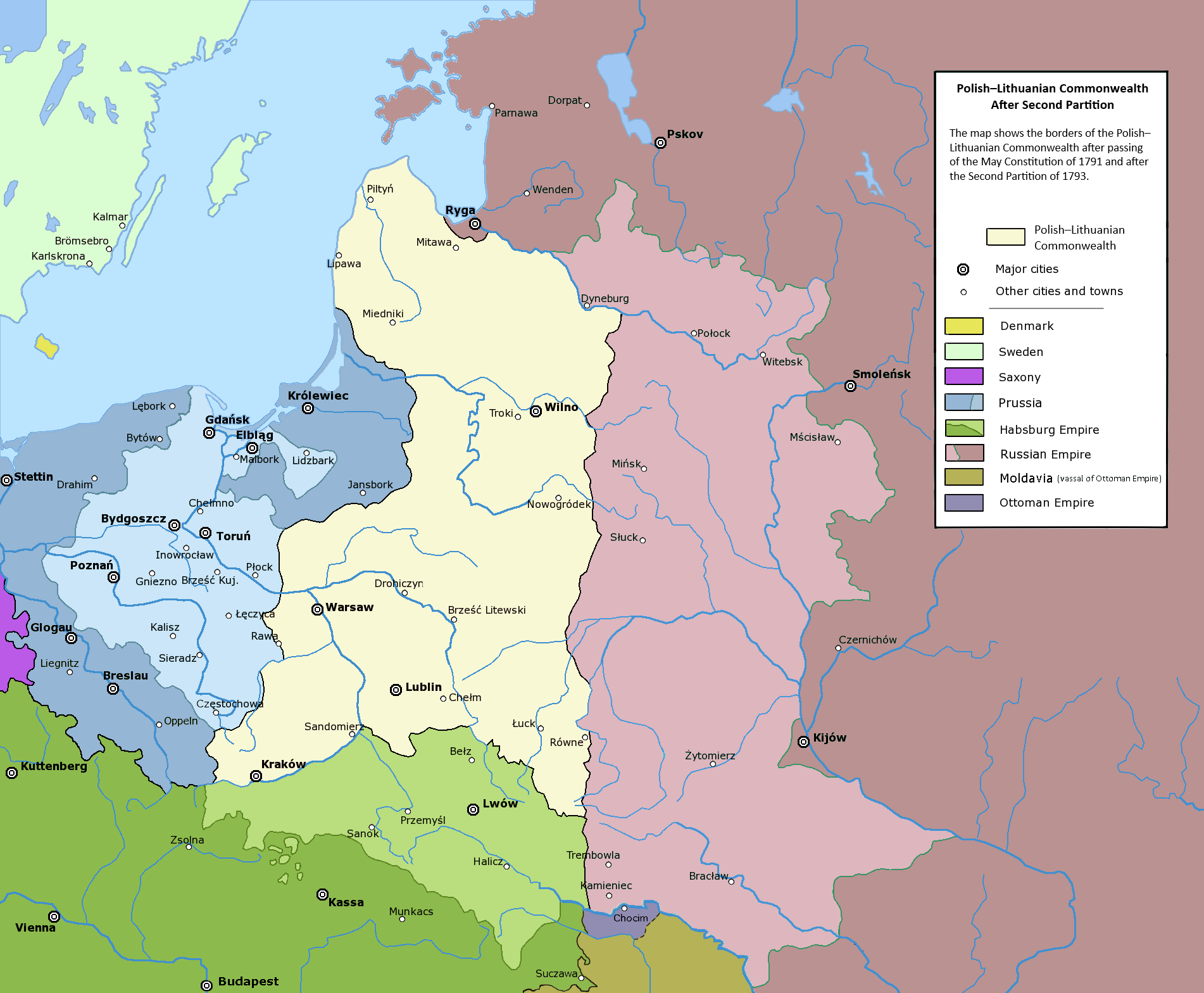
Polen in den Grenzen nach der Zweiten Polnischen Teilung (1793)

Der Sejm von Grodno (polnisch Sejm grodzieński, litauisch Gardino seimas) war der letzte Sejm von Polen-Litauen. Er fand vom 17. Juni bis zum 23. November 1793 in Grodno auf dem Gebiet des Großfürstentums Litauen statt. Die Versammlung sollte die Zweite polnische Teilung bestätigen, die Preußen und Russland im Vertrag von Sankt Petersburg bereits am 23. Januar 1793 vereinbart hatten.
Der Sejm wurde am Ende des Russisch-Polnischen Kriegs von 1792, der mit dem Sieg Russlands und seiner Verbündeten, der Konföderation von Targowica, endete, nach Grodno einberufen, um die russischen Ansprüche zu bestätigen. Grodno war ab 1673, neben Warschau, Hauptaustragungsort von Sejmsitzungen, zudem galt Warschau als zu unsicher für die Russen, was sich im folgenden Jahr während des Warschauer Aufstandes bestätigen sollte. Viele der Abgeordneten des Sejms unterstützten die russische Position wie der Sejmmarschall Stanisław Kostka Bieliński, zum Teil waren sie von russischen Vertretern bestochen, zum Teil hatte die lokale Führung der russischen Armee in Polen die Wahl ihrer genehmer Kandidaten in den Sejm erzwungen.
Der Sejm wurde im Neuen Schloss von Grodno abgehalten. Im Schloss und um das Schloss herum war eine russische Garnison unter dem Kommando des russischen Gesandten in Polen Jacob Johann Sievers stationiert, die den Gehorsam der Abgeordneten sicherstellte; Abweichlern wurde mit Schlägen, Verhaftung, Enteignung und Verbannung gedroht. Vielen von ihnen wurde das Rederecht verweigert.
Wichtigster Gesetzesantrag auf der Agenda war die ‚Ewige Allianz zwischen Polen und Russland‘, der auf Verlangen der russischen Zarin Katharina der Großen von polnischen Unterstützern Russlands als ‚Wunsch des polnischen Volkes‘ in den Sejm eingebracht wurde. Trotz allem wagten 25 der 140 anwesenden Abgeordneten die Stimme gegen den Vorschlag zu erheben, besonders gegen die preußischen Gebietsansprüche. Nach weiteren Maßnahmen und Drohungen der Russen wurde die Allianz jedoch am 14. Oktober 1793 per „Akklamation“ beschlossen. Tatsächlich fragte der Marschall des Sejms in Anwesenheit russischer Soldaten, welche die Abgeordneten am Verlassen des Raumes hinderten, dreimal, ob es Zustimmung zum Antrag gebe. Als daraufhin Stille eintrat, erklärte Józef Ankwicz, ein weiterer Unterstützer der ausländischen Mächte, den Antrag für einstimmig angenommen („Wer schweigt, stimmt zu“).
Das Russische Reich benutzte diese Strategie nicht zum ersten Mal: Das Schicksal des Sejms von Grodno glich dem des Stummen Sejms von 1717, als nur der Sejmmarschall Rederecht hatte, oder dem des Repnin-Sejms von 1767 bis 1768, während dessen Gegner der russischen Intervention verhaftet und nach Russland exiliert wurden.
Der Sejm von Grodno verabschiedete folgende Gesetze:
- die Ewige Allianz zwischen Polen und Russland: Polen wurde zu einem abhängigen russischen Verbündeten, faktisch zu einem russischen Protektorat. Dem Russischen Reich wurde das Recht eingeräumt, in Polen Truppen zu stationieren und diese nach Belieben über polnisches Gebiet marschieren zu lassen. Polen durfte ohne russische Zustimmung weder eigene Abkommen unterzeichnen noch selbständig diplomatische Beziehungen zum Ausland unterhalten;
- die Abtretung von Gebieten an Russland und Preußen (Zweite Teilung);
- die Verfassung vom 3. Mai 1791 wurde aufgehoben, dabei wurden aber einige der dort festgeschriebenen Bürgerrechte beibehalten;
- die Kardinalgesetze (Prawa kardynalne, unter anderem Freie Wahl, Liberum Veto) wurden wieder in Kraft gesetzt, ebenso der Ständige Rat (Rada Nieustająca), der nun aber unter den Vorsitz des russischen Botschafters gestellt wurde;
- die polnische Armee wurde auf 15.000 Mann beschränkt;
- der polnische Orden Virtuti Militari wurde abgeschafft.

Zu den Folgen der Zweiten polnischen Teilung zählen der Kościuszko-Aufstand und die dritte polnische Teilung.